# ホセ・マリア・アスナール
ホセ・マリーア・アスナール・ロペス（José María Aznar López, 1953年2月25日 - ）は、スペインの政治家。国民党所属。1996年から2004年までスペインの首相を務めた。なお、前マドリード市長であるアナ・ボテーリャは妻。

## 生い立ち
スペインのマドリードで生まれる。マヌエル・アスナール・スビガライ（フランコ時代の著名なジャーナリスト）の孫である。ホセ・マリーアは10代の頃、自らを「独立したファランヘ党員」であると称した。

## 政治家として
彼は1975年にマドリード・コンプルテンセ大学を卒業し、1975年に税制検査官に就職した。1977年にはアナ・マリーア・ボテージャ・セラーノと結婚する。1979年1月、妻が参加していた保守政党の国民同盟 (Alianza Popular, AP) に参加する。3月にはラ・リオハ州の党事務局長に就任し、1980年まで同職を務めた。1981年2月に彼はAPの全国執行委員会に加わる。1982年2月には副事務局長となり、1982年10月26日に彼はアビラ代表国会議員に選出される。1985年6月22日に彼はカスティーリャ・イ・レオン州の党支部長に選任された。また、1995年にはETAに暗殺されかけるも彼の愛車だったアウディ・V8が防弾車であったことから失敗した。

## 首相職
社会労働党のフェリーペ・ゴンサーレス政権が不正蓄財などの疑惑で倒れたあと、1996年に首相に就任。在職中にはユーロ導入など欧州統合の深化、コソボ紛争、アメリカ同時多発テロ、アフガニスタン紛争、イラク戦争などがあった。
ユーロ加入に向けて財政再建に取り組み、黒字化を達成するとともに失業率も低下、民営化、規制緩和、移民流入促進といった一連の新自由主義改革は投資を呼び込み、EUの優等生と言われるほどの好景気を演出し、2000年3月の総選挙では大勝するなど、任期の多くにおいて経済は好調だった。外交面では対米関係を重視、イラク戦争のときには非常任理事国として国連安全保障理事会では米国、イギリスに同調し賛成に回った。これはフランス（常任理事国）、ドイツ（非常任理事国で議長国）が反対に回ったこととは対照をなした。マデイラ諸島でのアメリカ、英国、スペインの3カ国会談でもイラク戦争賛成を強くアピールした。
2004年の議会選挙を前に首相職の引退を表明、マリアーノ・ラホイを後継者として選挙を戦った。イラク戦争当時は国内で強い批判を浴びたものの、事前の世論調査では、経済情勢などからいずれも与党圧勝を予想していたところ、選挙直前にイスラーム過激派によるマドリード同時多発テロが起きると、スペイン国民の動揺によりあらためて焦点がイラク戦争に向き、対米協調とイラク駐留継続を掲げるアスナール政権・国民党への批判が強まった。また、アスナールが当初バスク祖国と自由による犯行を示唆するなどの不手際も国民の不信を招き、結果はイラクからの即時撤退を掲げる社会労働党が勝利した。

## 首相退任後
その後、彼はフォックス放送の創設者であるルパート・マードックの複合メディア企業、ニューズ・コープの取締役となった。
2005年12月27日付のイタリアの新聞「メッサジェロ」に、北大西洋条約機構(NATO)を対テロ戦争に活用し、「民主主義国家でありテロと戦う意思と能力を持つ」、イスラエル、オーストラリア、日本に「門戸を開くべきだ」との考えを表明した。
なお、2007年11月10日にチリの首都サンティアゴ・デ・チレで開催されたイベロアメリカ首脳会議の席上で、ベネズエラのウゴ・チャベス大統領がアスナールをファシストと発言したことに対してスペイン首相（当時）のホセ・ルイス・ロドリゲス・サパテーロが彼はファシストではないと擁護した際には、アスナールはサパテーロに対し感謝の電話をかけている。
首相在任中から親イスラエル派の政治家としても知られ、2010年には親イスラエル団体「イスラエル友好イニシアチブ」（Friends of Israel Initiative）をジョン・ボルトン元国連大使らと共に設立した。

## ギャラリー
- フランスのジャン＝ピエール・ラファラン首相と（2003年12月4日）
- 左からフランシスコ・グラナドス、マドリード首相のエスペランサ・アギーレ、アスナール、アナ・ボテージャ（2011年5月17日）
- 左から世界旅行ツーリズム協議会理事長のグロリア・ゲバラ、アスナール、メキシコのフェリペ・カルデロン元大統領、コスタリカのラウラ・チンチージャ、アルゼンチンのマルコス・ペーニャ首相（2018年4月19日）

## 著作
- Libertad y solidaridad (1991)
- La España en que yo creo (1995)
- España: la segunda transición (1995)
- Ocho años de Gobierno. Una visión muy personal de España (2004)
- Retratos y perfiles: de Fraga a Bush (2005)